# Tiro nos Jogos Olímpicos de Verão de 2012 - Carabina de ar 10 m feminino
A prova da carabina de ar 10 metros feminino do tiro nos Jogos Olímpicos de Verão de 2012 foi disputada em 28 de julho no Royal Artillery Barracks, em Londres, sendo o primeiro evento a distribuir medalhas nessa edição dos Jogos Olímpicos de Verão.
56 atletas de 41 nações participaram deste evento. A competição consistiu em duas rondas (qualificação e final). Na qualificação, cada atleta disparou 40 tiros a uma distância fixa de 10 metros do alvo com uma carabina de ar. As pontuações para cada tiro começam em um ponto até um máximo de dez. Passaram à final as oito melhores atiradoras da qualificação. Na final, cada participante efetuou mais dez tiros. As pontuações para cada tiro começam a partir de 0.1 pontos e vão até 10.9 pontos. A classificação final resulta da soma dos resultados das duas rondas de tiros.
A medalha de ouro foi para a chinesa Yi Siling, a de prata para a polonesa Sylwia Bogacka e a de bronze para a também chinesa Yu Dan.

## Medalhistas
| Ouro   | CHN Yi Siling      |
| Prata  | POL Sylwia Bogacka |
| Bronze | CHN Yu Dan         |

## Classificação

### Qualificação
Esses foram os resultados da qualificação:
| Pos. | Atleta                    | 1   | 2   | 3   | 4   | Total | Notas          |
| ---- | ------------------------- | --- | --- | --- | --- | ----- | -------------- |
| 1    | POL Sylwia Bogacka        | 99  | 100 | 100 | 100 | 399   | Q              |
| 2    | CHN Yi Siling             | 100 | 100 | 99  | 100 | 399   | Q              |
| 3    | RUS Daria Vdovina         | 100 | 99  | 100 | 99  | 398   | Q              |
| 4    | CHN Yu Dan                | 100 | 99  | 100 | 99  | 398   | Q              |
| 5    | IRI Elaheh Ahmadi         | 99  | 99  | 100 | 99  | 397   | Q, S-off: 52.0 |
| 6    | USA Jamie Lynn Gray       | 100 | 99  | 98  | 100 | 397   | Q, S-off: 51.5 |
| 7    | USA Sarah Scherer         | 99  | 99  | 100 | 99  | 397   | Q, S-off: 51.2 |
| 8    | CZE Kateřina Emmons       | 99  | 99  | 99  | 100 | 397   | Q, S-off: 50.3 |
| 9    | DEN Stine Nielsen         | 100 | 99  | 99  | 99  | 397   | S-off: 50.1    |
| 10   | RUS Lioubov Galkina       | 99  | 98  | 100 | 99  | 396   |                |
| 11   | SLO Živa Dvoršak          | 98  | 100 | 99  | 99  | 396   |                |
| 12   | ITA Petra Zublasing       | 99  | 100 | 99  | 98  | 396   |                |
| 13   | UKR Dariya Sharipova      | 98  | 99  | 98  | 100 | 395   |                |
| 14   | SVK Daniela Pešková       | 100 | 99  | 98  | 98  | 395   |                |
| 15   | SRB Andrea Arsović        | 97  | 98  | 100 | 100 | 395   |                |
| 16   | FIN Marjo Yli-Kiikka      | 97  | 99  | 100 | 99  | 395   |                |
| 17   | QAT Bahiya Al-Hamad       | 98  | 99  | 100 | 98  | 395   |                |
| 18   | CRO Snježana Pejčić       | 99  | 98  | 99  | 99  | 395   |                |
| 19   | AUT Stephanie Obermoser   | 99  | 98  | 99  | 99  | 395   |                |
| 20   | GER Jessica Mager         | 98  | 99  | 99  | 98  | 394   |                |
| 21   | KOR Na Yoon-Kyung         | 97  | 100 | 98  | 99  | 394   |                |
| 22   | KAZ Olga Dovgun           | 98  | 99  | 98  | 99  | 394   |                |
| 23   | UKR Daria Tykhova         | 97  | 99  | 98  | 100 | 394   |                |
| 24   | SIN Jasmine Ser Xiang Wei | 97  | 98  | 100 | 99  | 394   |                |
| 25   | NOR Malin Westerheim      | 97  | 100 | 98  | 99  | 394   |                |
| 26   | FRA Laurence Brize        | 100 | 99  | 98  | 97  | 394   |                |
| 27   | BAN Sharmin Ratna         | 95  | 99  | 100 | 99  | 393   |                |
| 28   | KUW Maryam Arzouqi        | 97  | 97  | 100 | 99  | 393   |                |
| 29   | CUB Dianelys Pérez        | 98  | 98  | 98  | 99  | 393   |                |
| 30   | DEN Stine Andersen        | 97  | 98  | 98  | 100 | 393   |                |
| 31   | CZE Adéla Sýkorová        | 97  | 97  | 98  | 100 | 392   |                |
| 32   | GER Beate Gauß            | 96  | 99  | 98  | 99  | 392   |                |
| 33   | FRA Émilie Évesque        | 99  | 99  | 96  | 98  | 392   |                |
| 34   | MAS Nur Suryani Taibi     | 98  | 97  | 99  | 99  | 392   |                |
| 35   | MEX Rosa Peña Rocamontes  | 96  | 99  | 98  | 99  | 392   |                |
| 36   | GBR Jennifer McIntosh     | 99  | 98  | 97  | 98  | 392   |                |
| 37   | SRB Ivana Maksimović      | 99  | 97  | 99  | 97  | 392   |                |
| 38   | SUI Annik Marguet         | 97  | 96  | 99  | 100 | 392   |                |
| 39   | ESA Melissa Mikec         | 98  | 97  | 99  | 98  | 392   |                |
| 40   | BUL Petya Lukanova        | 97  | 100 | 98  | 97  | 392   |                |
| 41   | EGY Nourhan Amer          | 97  | 100 | 98  | 96  | 391   |                |
| 42   | EST Anzela Voronova       | 96  | 99  | 98  | 98  | 391   |                |
| 43   | IRI Mahlagha Jambozorg    | 97  | 99  | 98  | 97  | 391   |                |
| 44   | CUB Eglis Yaima Cruz      | 98  | 98  | 98  | 97  | 391   |                |
| 45   | AUS Robyn van Nus         | 95  | 99  | 99  | 98  | 391   |                |
| 46   | ITA Elania Nardelli       | 96  | 98  | 98  | 98  | 390   |                |
| 47   | POL Paula Wrońska         | 98  | 97  | 98  | 97  | 390   |                |
| 48   | LUX Carole Calmes         | 98  | 98  | 98  | 96  | 390   |                |
| 49   | UZB Sakina Mamedova       | 97  | 98  | 99  | 95  | 389   |                |
| 50   | SYR Raya Zin Aldden       | 95  | 98  | 97  | 98  | 388   |                |
| 51   | KOR Jeong Mi-Ra           | 96  | 96  | 98  | 97  | 387   |                |
| 52   | AUS Alethea Sedgman       | 96  | 98  | 97  | 96  | 387   |                |
| 53   | ECU Sofia Padilla         | 93  | 98  | 98  | 97  | 386   |                |
| 54   | NEP Sneh Rana             | 94  | 97  | 96  | 96  | 383   |                |
| 55   | INA Diaz Kusumawarandi    | 94  | 98  | 95  | 95  | 382   |                |
| 56   | BHU Kunzang Choden        | 94  | 97  | 95  | 95  | 381   |                |

### Final
Esses foram os resultados da final:
| Pos.              | Atleta              | Qual. | 1    | 2    | 3    | 4    | 5    | 6    | 7    | 8    | 9    | 10   | Final | Total | Notas |
| ----------------- | ------------------- | ----- | ---- | ---- | ---- | ---- | ---- | ---- | ---- | ---- | ---- | ---- | ----- | ----- | ----- |
| Medalha de ouro   | CHN Yi Siling       | 399   | 10,8 | 10,0 | 10,3 | 10,3 | 10,4 | 10,2 | 10,7 | 10,3 | 10,5 | 10,5 | 103,9 | 502,9 |       |
| Medalha de prata  | POL Sylwia Bogacka  | 399   | 10,8 | 10,3 | 10,0 | 10,4 | 10,8 | 9,9  | 10,5 | 9,7  | 10,0 | 10,8 | 103,2 | 502,2 |       |
| Medalha de bronze | CHN Yu Dan          | 398   | 10,1 | 10,7 | 10,3 | 10,7 | 10,6 | 10,0 | 10,2 | 10,5 | 10,8 | 9,6  | 103,5 | 501,5 |       |
| 4                 | CZE Kateřina Emmons | 397   | 10,3 | 10,6 | 10,3 | 10,7 | 10,1 | 10,5 | 10,3 | 10,7 | 10,2 | 9,6  | 103,3 | 500,3 |       |
| 5                 | USA Jamie Lynn Gray | 397   | 9,5  | 10,5 | 9,8  | 10,4 | 10,7 | 10,7 | 10,4 | 10,2 | 10,1 | 10,4 | 102,7 | 499,7 |       |
| 6                 | IRI Elaheh Ahmadi   | 397   | 10,1 | 10,4 | 10,7 | 10,3 | 10,6 | 9,6  | 9,8  | 10,2 | 10,3 | 10,1 | 102,1 | 499,1 |       |
| 7                 | USA Sarah Scherer   | 397   | 10,5 | 10,3 | 10,3 | 10,3 | 10,1 | 10,2 | 10,3 | 9,5  | 10,3 | 10,2 | 102,0 | 499,0 |       |
| 8                 | RUS Daria Vdovina   | 398   | 10,5 | 9,5  | 10,1 | 10,2 | 10,3 | 10,0 | 9,8  | 10,0 | 10,2 | 9,9  | 100,5 | 498,5 |       |

Legenda
| Recorde mundial      | Recorde mundial (World record)               |                       | Recorde africano                      | Recorde africano (African) |                                           | Q | Classificado por posição (Qualified) |
| Recorde olímpico     | Recorde olímpico (Olympic record)            | Recorde da América    | Recorde da América (Americas)         | q                          | Classificado por melhor tempo (Qualified) |   |                                      |
| Melhor marca do ano  | Melhor marca do ano (World leading)          | Recorde asiático      | Recorde asiático (Asian)              | DNS                        | Não largou (Did not start)                |   |                                      |
| Recorde nacional     | Recorde nacional (National record)           | Recorde europeu       | Recorde europeu (European)            | DNF                        | Não terminou (Did not finish)             |   |                                      |
| Recorde pessoal      | Recorde pessoal do atleta (Personal best)    | Recorde da Oceania    | Recorde da Oceania (Oceania)          | DSQ / DQ                   | Desclassificado (Disqualified)            |   |                                      |
| Recorde da temporada | Recorde da temporada do atleta (Season best) | Recorde sul-americano | Recorde sul-americano (South America) | NM                         | Sem marca (No mark)                       |   |                                      |